# Mezenchymální kmenová buňka
Mezenchymální kmenová buňka (MSC) je multipotentní buňka schopná obnovovat poškozené mezenchymální a krvetvorné tkáně. Je schopná se měnit (diferencovat) na široké spektrum buněčných typů, jako je chondrocyt, adipocyt, osteocyt, osteoblast, myocyt, kardiomyocyt, neuron či inzulin produkující buňka. Mezenchymální buňky jsou proto vhodnými kandidáty pro použití v regenerativní medicíně a buněčné terapii.

## Získávání
Tento typ kmenových buněk se dá získávat z kostní dřeně (kde tvoří 1/1000–1/100 buněk, tedy desetkrát méně, než je tam hematopoetických k. b.). Krev z kostní dřeni je však dostupná jen pomocí poměrně invazivních zákroků, navíc jsou buňky zvláště u starších osob již méně kvalitní a s menším diferenciačním potenciálem. Studie z počátku 21. století však popisují nálezy mezenchymálních kmenových buněk i v pupečníkové krvi a v tkáni pupečníkové šňůry, stejně jako v některých tkáních v dospělém lidském těle (tuková tkáň atp.).

## Definice
Mezenchymální kmenové buňky jsou definovány na základě tří kritérií:
1. za standardních kultivovacích podmínek jsou schopné přilnout k plastickému povrchu a vytvářet kolonie
2. nesou markery CD105, CD73 a CD90, zatímco nenesou markery typické pro hematopoetické kmenové buňky (CD34, CD45, CD11a, CD19 či CD79a, CD14 či CD11b) ani antigen (HLA)-DR
3. je možné je (patřičnými způsoby) stimulovat k diferenciaci na osteocyt, adipocyt nebo chondrocyt

## Imunomodulační mechanismy
MSCs mají vliv na buňky vrozené i specifické imunity. MSC produkují mnoho molekul majících imunomodulační účinky. Mezi tyto molekuly patří HLA-G, Prostaglandin E2 (PGE2), oxid dusnatý, TSG-6, indoilamin-2,3-dioxigenáza, TIMP-1, IL-6, tak i další povrchové markery - FasL, CD54, PD-L1/2.
MSCs ve vrozené imunitě ovlivňují makrofágy, neutrofily, NK buňky, žírné buňky a dendritické buňky. Konkrétně jsou MSCs schopné migrovat do místa poranění, kde polarizují prostřednictvím PGE2 makrofágy v M2 fenotyp, který se vyznačuje protizánětlivým účinkem. Dále prostřednictvím PGE2 inhibují schopnosti žírných buněk degranulovat a produkovat TNF-α. Proliferace a cytotoxická aktivita NK buněk je inhibována PGE2 a IDO. MSCs také snižují expresi receptorů NK buněk – NKG2D, NKp44 a NKp30. Produkcí cytokinů IL-6 a IL-8 inhibují MSCs respirační vzplanutí a apoptózu neutrofilů. Diferenciace a exprese povrchových markerů dendritických buněk je inhibována konkrétně IL-6 a PGE2. Imunosupresivní účinky MSC závisí i na IL-10, není však jisté, jestli ho produkují ony samy, nebo jen k jeho produkci stimulují další buňky.
MSC exprimují adhezivní molekuly VCAM-1 a ICAM-1, díky nim na jejich povrch přilnou T-lymfocyty a MSC na ně mohou působit molekulami, které kvůli krátkému poločasu rozpadu působí jen v bezprostředním okolí buňky. Mezi tyto molekuly patří oxid dusnatý, PGE2, HGF a aktivace receptoru PD-1. MSCs snižují proliferaci T-lymfocytů mezi G0 a G1 fázemi buněčného cyklu a snižují expresi IFNγ Th1 buněk a zároveň zvyšují expresi IL-4 Th2 buněk. MSCs inhibují proliferaci B-lymfocytů také mezi G0 a G1 fázemi buněčného cyklu.
Díky zmíněným imunomodulačním mechanismům jsou důležité i pro jiné dospělé tělní kmenové buňky, pomáhají vytvářet niku v kostní dřeni pro hematopoetické kmenové buňky a v centrálním nervovém systému imunoprivilegovanou niku pro neurální kmenové buňky.

## Imunogenicita MSC
In vitro se MSC jeví jako imunosupresivní, in vivo je ovšem situace jiná, jeví se jako imunosupresivní i imunogenní zároveň.
Odpovědí na tento paradox může být zaznamenaný výskyt dvou různých fenotypů MSC, vznikajících po stimulaci rozdílných TLR receptorů. Po stimulaci TLR4 vzniká imunogenní fenotyp MS1, po stimulaci TLR3 vzniká imunosupresivní fenotyp MS2. Sekretom těchto fenotypů se značně liší, imunogenní fenotyp MS1 produkuje IL-6, IL-8 a TGFβ, imunosupresivní fenotyp MS2 produkuje indoilamin-2,3-dioxigenázu, IL-4 a prostaglandin E. 

## Využití MSC
Imunosupresivních vlastností MSC lze využít v klinické medicíně, jelikož je lze využívat mimo jiné v podstatě jako lokální imunosupresivum. Zatím však nebyly všechny možnosti jejich využití dostatečně prozkoumány, stejně jako účinnost takovéto léčby.

### Autoimunitní choroby
V současnosti probíhá mnoho studií zkoumající využití MSC pro léčbu autoimunitních chorob. Prozatím se zdá, že pomáhají tlumit průběh revmatoidní artritidy nebo systémového lupusu erythematodes.

### Transplantace
Výsledky studií ukazují, že přítomnost MSC pomáhá v hojení poškozených tkání. Dále také pomáhají oslabovat případnou rejekci transplantovaného štěpu.
Dále se také zdá, že pomáhají zmírňovat reakci štěpu proti hostiteli po transplantaci kostní dřeně, respektive hematopoetických kmenových buněk.